# IV Giochi asiatici indoor e di arti marziali
I IV Giochi asiatici indoor e di arti marziali si sono svolti a Incheon, in Corea del Sud, dal 29 giugno al 6 luglio 2013.
Inizialmente i IV Giochi asiatici indoor si sarebbero dovuti svolgere a Doha, in Qatar, nel 2011, ma in seguito all'unione dei Giochi asiatici indoor con i Giochi asiatici di arti marziali l'OCA ha stabilito una nuova sede e una nuova data. I Giochi sono serviti anche da preludio ai successivi XVII Giochi asiatici che si sono disputati sempre a Incheon l'anno seguente.

## Nazioni partecipanti
Tutti e 45 i Paesi membri dell'OCA sono stati invitati a partecipare ai Giochi, tuttavia hanno preso parte alla competizione 43 nazioni. La Corea del Nord e Timor Est non hanno inviato loro atleti. Gli atleti indiani hanno partecipato a questa edizione dei giochi sotto la bandiera olimpica a causa della sospensione del Comitato Olimpico Indiano.
- Afghanistan (21)
- Arabia Saudita (21)
- Atleti Olimpici Indipendenti (56)
- Bahrein (15)
- Bangladesh (5)
- Bhutan (12)
- Birmania (6)
- Brunei (3)
- Cambogia (2)
- Cina (102)
- Corea del Sud (121)
- Emirati Arabi Uniti (33)
- Filippine (40)
- Giappone (83)
- Giordania (9)
- Hong Kong (67)
- Indonesia (76)
- Iran (82)
- Iraq (26)
- Kazakistan (51)
- Kirghizistan (23)
- Kuwait (40)
- Laos (4)
- Libano (26)
- Macao (53)
- Malaysia (63)
- Maldive (12)
- Mongolia (54)
- Nepal (6)
- Oman (11)
- Pakistan (8)
- Palestina (19)
- Qatar (33)
- Singapore (28)
- Siria (17)
- Sri Lanka (6)
- Tagikistan (17)
- Taipei cinese (76)
- Thailandia (116)
- Turkmenistan (50)
- Uzbekistan (52)
- Vietnam (99)
- Yemen (8)

## Calendario
| ● | Cerimonia di apertura |  | Competizioni | ● | Finali | ● | Cerimonia di chiusura |

| Giugno/Luglio 2013    | 26 Mer | 27 Gio | 28 Ven | 29 Sab | 30 Dom | 1 Lun | 2 Mar | 3 Mer | 4 Gio | 5 Ven | 6 Sab | Totale |
| --------------------- | ------ | ------ | ------ | ------ | ------ | ----- | ----- | ----- | ----- | ----- | ----- | ------ |
| Cerimonie             |        |        |        | ●      |        |       |       |       |       |       | ●     |        |
| Biliardo              |        |        |        |        |        | 2     | 3     |       | 2     | 1     | 2     | 10     |
| Bowling               |        |        |        |        | 1      | 1     | 1     | 1     |       |       | 2     | 6      |
| Calcio a 5            |        |        |        |        |        |       |       |       |       | 1     | 1     | 2      |
| Danza sportiva        |        |        |        |        |        |       |       |       | 5     | 5     |       | 10     |
| Go                    |        |        |        |        |        |       | 2     |       |       | 2     |       | 4      |
| Kabaddi indoor        |        |        |        |        |        |       |       | 2     |       |       |       | 2      |
| Kickboxing            |        |        |        |        |        |       |       |       |       | 2     | 7     | 9      |
| Kurash                |        |        |        |        |        |       |       |       | 3     | 3     | 2     | 8      |
| Muay thai             |        |        |        |        |        |       | 9     |       |       |       |       | 9      |
| Nuoto in vasca corta  |        |        |        |        | 8      | 7     | 8     | 7     |       |       |       | 30     |
| Scacchi               |        |        |        |        |        |       |       | 2     |       | 1     | 1     | 4      |
| Sport elettronici     |        |        |        |        |        | 3     | 3     |       |       |       |       | 6      |
| Totale medaglie d'oro | 0      | 0      | 0      | 0      | 9      | 13    | 26    | 12    | 10    | 15    | 15    | 100    |
| Giugno/Luglio 2013    | 26 Mer | 27 Gio | 28 Ven | 29 Sab | 30 Dom | 1 Lun | 2 Mar | 3 Mer | 4 Gio | 5 Ven | 6 Sab | Totale |

## Medagliere
| Posiz. | Nazione                      | Oro | Argento | Bronzo | Totale |
| ------ | ---------------------------- | --- | ------- | ------ | ------ |
| 1      | Cina                         | 29  | 13      | 10     | 52     |
| 2      | Corea del Sud                | 22  | 26      | 22     | 70     |
| 3      | Vietnam                      | 8   | 7       | 12     | 27     |
| 4      | Thailandia                   | 8   | 3       | 11     | 22     |
| 5      | Kazakistan                   | 7   | 8       | 16     | 31     |
| 6      | Iran                         | 3   | 6       | 2      | 11     |
| 7      | Taipei cinese                | 3   | 5       | 12     | 20     |
| 8      | Hong Kong                    | 3   | 4       | 10     | 17     |
| 9      | Giappone                     | 3   | 4       | 8      | 15     |
| 10     | Uzbekistan                   | 3   | 4       | 3      | 10     |
| 11     | Turkmenistan                 | 2   | 4       | 1      | 7      |
| 12     | Atleti Olimpici Indipendenti | 2   | 3       | 5      | 10     |
| 13     | Singapore                    | 2   | 0       | 3      | 5      |
| 14     | Kirghizistan                 | 1   | 2       | 3      | 6      |
| 15     | Tagikistan                   | 1   | 2       | 1      | 4      |
| 16     | Mongolia                     | 1   | 1       | 2      | 4      |
| 17     | Iraq                         | 1   | 0       | 3      | 4      |
| 18     | Filippine                    | 1   | 0       | 2      | 3      |
| 19     | Giordania                    | 0   | 2       | 3      | 5      |
| 19     | Indonesia                    | 0   | 2       | 3      | 5      |
| 21     | Kuwait                       | 0   | 2       | 0      | 2      |
| 22     | Emirati Arabi Uniti          | 0   | 1       | 2      | 3      |
| 22     | Malaysia                     | 0   | 1       | 2      | 3      |
| 24     | Laos                         | 0   | 1       | 1      | 2      |
| 25     | Afghanistan                  | 0   | 0       | 3      | 3      |
| 25     | Birmania                     | 0   | 0       | 3      | 3      |
| 25     | Siria                        | 0   | 0       | 3      | 3      |
| 28     | Libano                       | 0   | 0       | 2      | 2      |
| 29     | Palestina                    | 0   | 0       | 1      | 1      |
| 29     | Qatar                        | 0   | 0       | 1      | 1      |
| Totale | Totale                       | 100 | 101     | 150    | 351    |